# Файги, Кевин
Ке́вин Фа́йги (англ. Kevin Feige; род. 2 июня 1973, Бостон, Массачусетс, США) — американский продюсер, президент Marvel Studios и главный креативный директор Marvel, известный благодаря продюсированию кинофраншизы «Кинематографическая вселенная Marvel». Газета The New York Times в 2011 году назвала Файги «одним из самых могущественных людей в кино».

## Биография
По словам самого Файги, он с детства хотел работать исключительно в кинобизнесе. Большое влияние в этом на него оказал его дед, Роберт Шорт, занимавшийся продюсированием мыльных опер наподобие «Направляющий свет». В 1990-х годах Файги обучался в Университете Южной Калифорнии, практику проходил под руководством Лорен Шулер Доннер. По окончании университета Доннер наняла Файги в ассистенты. На этой должности он участвовал в создании фильма «Вам письмо». В частности, в обязанности Файги входило обучение исполнительницы главной роли Мег Райан работе с электронной почтой. В 2000 году Доннер, являвшаяся одним из продюсеров фильма «Люди Икс», повысила Файги, назначив его одним из продюсеров. Своё решение она обосновывала чрезвычайно большими познаниями Файги в области комиксов, что весьма пригодилось при создании фильма. Благодаря тому, что фильм окупился в прокате, собрав почти 300 млн долларов при бюджете в 75 млн долларов, Файги заслужил доверие Ави Арада, в то время главы Marvel Studios и по совместительству ещё одного продюсера фильма «Люди Икс». Благодаря продюсированию нескольких успешных крупнобюджетных блокбастеров Файги стремительно продвинулся по карьерной лестнице, в 2007 году заняв место главы Marvel Studios после ухода в 2006 году Ави Арада с этого поста. В октябре 2019 года он стал креативным директором Marvel Entertainment.

## Стиль работы
Брук Барнс из The New York Times подчёркивал тщательное соблюдение Файги баланса между консерватизмом и риском. Файги в своих экранизациях комиксов старается придерживаться первоисточника (сам Файги говорил, что «уважать исходный материал» стало одним из главных уроков в его жизни), прекрасно понимая, чем в первую очередь привлекают поклонников персонажи вселенной Marvel, такие как, например, Железный человек. Однако, при этом Файги предпочитает приглашать на главные роли в своих фильмах не слишком известных актёров, а также нанимать режиссёров, имевших серьёзные перерывы в своей карьере. Сам он заявлял, что «проблемы возникают тогда, когда люди пытаются заново изобрести колесо» и что «если вы откроете комикс, то найдёте любую нужную вам глубину повествования».
Файги сравнивают со Стэном Ли, говоря о том, что в 1960-х годах Ли смог объединить множество интересных персонажей в единую вселенную, а в 2000-х Файги смог сделать то же самое с экранизациями этих комиксов, объединив несколько франшиз в кинематографическую вселенную Marvel.
Самым же важным персонажем Marvel и величайшим супергероем всех времён Файги назвал Человека-паука.

## Личная жизнь
Женат. Жена по профессии специалист по сердечно-сосудистым заболеваниям (англ. cardiothoracic nurse). Воспитывают дочь. Проживают в Уэстфилд.
Увлекается комиксами. Отдыхать предпочитает в Walt Disney World.

## Фильмография

### Полнометражные фильмы
| Год  | Название                                               | Роль                     | Примечания                                   |
| ---- | ------------------------------------------------------ | ------------------------ | -------------------------------------------- |
| 2000 | Люди Икс                                               | Ассоциированный продюсер |                                              |
| 2002 | Человек-паук                                           | Исполнительный продюсер  | В титрах не указан                           |
| 2003 | Сорвиголова                                            | Сопродюсер               |                                              |
| 2003 | Люди Икс 2                                             | Сопродюсер               |                                              |
| 2003 | Халк                                                   | Исполнительный продюсер  |                                              |
| 2004 | Каратель                                               | Исполнительный продюсер  |                                              |
| 2004 | Человек-паук 2                                         | Исполнительный продюсер  |                                              |
| 2004 | Блэйд: Троица                                          | Сопродюсер               |                                              |
| 2005 | Электра                                                | Сопродюсер               |                                              |
| 2005 | Леший                                                  | Исполнительный продюсер  |                                              |
| 2005 | Фантастическая четвёрка                                | Исполнительный продюсер  |                                              |
| 2006 | Люди Икс: Последняя битва                              | Исполнительный продюсер  |                                              |
| 2007 | Человек-паук 3: Враг в отражении                       | Исполнительный продюсер  |                                              |
| 2007 | Фантастическая четвёрка: Вторжение Серебряного сёрфера | Исполнительный продюсер  |                                              |
| 2008 | Железный человек                                       | Продюсер                 | Совместно с Ави Арадом                       |
| 2008 | Невероятный Халк                                       | Продюсер                 | Совместно с Ави Арадом и Гейл Энн Хёрд       |
| 2008 | Новые Мстители: Герои завтрашнего дня                  | Исполнительный продюсер  | Анимационный фильм direct-to-video           |
| 2008 | Каратель: Территория войны                             | Исполнительный продюсер  |                                              |
| 2009 | Халк против                                            | Исполнительный продюсер  | Анимационный фильм direct-to-video           |
| 2010 | Железный человек 2                                     | Продюсер                 |                                              |
| 2011 | Тор                                                    | Продюсер                 |                                              |
| 2011 | Тор: Сказания Асгарда                                  | Исполнительный продюсер  | Анимационный фильм direct-to-video           |
| 2011 | Первый мститель                                        | Продюсер                 |                                              |
| 2012 | Мстители                                               | Продюсер                 |                                              |
| 2012 | Новый Человек-паук                                     | Исполнительный продюсер  |                                              |
| 2013 | Железный человек 3                                     | Продюсер                 |                                              |
| 2013 | Тор 2: Царство тьмы                                    | Продюсер                 |                                              |
| 2014 | Первый мститель: Другая война                          | Продюсер                 |                                              |
| 2014 | Стражи Галактики                                       | Продюсер                 |                                              |
| 2015 | Мстители: Эра Альтрона                                 | Продюсер                 |                                              |
| 2015 | Человек-муравей                                        | Продюсер                 |                                              |
| 2016 | Первый мститель: Противостояние                        | Продюсер                 |                                              |
| 2016 | Доктор Стрэндж                                         | Продюсер                 |                                              |
| 2017 | Стражи Галактики. Часть 2                              | Продюсер                 |                                              |
| 2017 | Человек-паук: Возвращение домой                        | Продюсер                 | Совместно с Эми Паскаль                      |
| 2017 | Тор: Рагнарёк                                          | Продюсер                 |                                              |
| 2018 | Чёрная пантера                                         | Продюсер                 |                                              |
| 2018 | Мстители: Война бесконечности                          | Продюсер                 |                                              |
| 2018 | Человек-муравей и Оса                                  | Продюсер                 | Совместно со Стивеном Бруссаром              |
| 2019 | Капитан Марвел                                         | Продюсер                 |                                              |
| 2019 | Мстители: Финал                                        | Продюсер                 |                                              |
| 2019 | Человек-паук: Вдали от дома                            | Продюсер                 | Совместно с Эми Паскаль                      |
| 2021 | Чёрная вдова                                           | Продюсер                 |                                              |
| 2021 | Шан-Чи и легенда десяти колец                          | Продюсер                 | Совместно с Джонатаном Шварцем               |
| 2021 | Вечные                                                 | Продюсер                 | Совместно с Нейтом Муром                     |
| 2021 | Человек-паук: Нет пути домой                           | Продюсер                 | Совместно с Эми Паскаль                      |
| 2022 | Доктор Стрэндж: В мультивселенной безумия              | Продюсер                 |                                              |
| 2022 | Тор: Любовь и гром                                     | Продюсер                 | Совместно с Брэдом Уиндербаумом              |
| 2022 | Чёрная пантера: Ваканда навеки                         | Продюсер                 | Совместно с Нейтом Муром                     |
| 2023 | Человек-муравей и Оса: Квантомания                     | Продюсер                 | Совместно со Стивеном Бруссаром              |
| 2023 | Стражи Галактики. Часть 3                              | Продюсер                 |                                              |
| 2023 | Капитан Марвел 2                                       | Продюсер                 |                                              |
| 2024 | Дэдпул и Росомаха                                      | Продюсер                 | Совместно с Райаном Рейнольдсом и Шоном Леви |
| 2025 | Капитан Америка: Новый мир                             | Продюсер                 | Совместно с Нейтом Муром                     |
| 2025 | Громовержцы*                                           | Продюсер                 |                                              |
| 2025 | Фантастическая четвёрка: Первые шаги                   | Продюсер                 |                                              |
| 2026 | Человек-паук: Совершенно новый день                    | Продюсер                 | Совместно с Эми Паскаль                      |
| 2026 | Мстители: Судный день                                  | Продюсер                 |                                              |
| 2027 | Мстители: Секретные войны                              | Продюсер                 |                                              |
| TBA  | Блэйд                                                  | Продюсер                 | Совместно с Эриком Кэрроллом                 |
| TBA  | Войны в доспехах                                       | Продюсер                 |                                              |

### Телевидение
| Года              | Название                                 | Роль                    | Примечания                           |
| ----------------- | ---------------------------------------- | ----------------------- | ------------------------------------ |
| 2009              | Росомаха и Люди Икс                      | 26 эпизодов             |                                      |
| 2008—2012         | Железный человек: Приключения в броне    | Исполнительный продюсер | 2 сезона, 52 эпизода                 |
| 2015—2016         | Агент Картер                             | Исполнительный продюсер | 2 сезона, 18 эпизодов                |
| 2021              | Ванда/Вижн                               | Исполнительный продюсер | 9 эпизодов                           |
| 2021              | Сокол и Зимний солдат                    | Исполнительный продюсер | 6 эпизодов                           |
| 2021              | Соколиный глаз                           | Исполнительный продюсер | 6 эпизодов                           |
| 2021—2023         | Локи                                     | Исполнительный продюсер | 2 сезона, 12 эпизодов                |
| 2021—2024         | Что если…?                               | Исполнительный продюсер | 3 сезона, 26 эпизодов                |
| 2022              | Лунный рыцарь                            | Исполнительный продюсер | 6 эпизодов                           |
| 2022              | Мисс Марвел                              | Исполнительный продюсер | 6 эпизодов                           |
| 2022              | Женщина-Халк: Адвокат                    | Исполнительный продюсер | 9 эпизодов                           |
| 2022              | Стражи Галактики: Праздничный спецвыпуск | Исполнительный продюсер |                                      |
| 2022              | Ночной оборотень                         | Исполнительный продюсер |                                      |
| 2023              | Секретное вторжение                      | Исполнительный продюсер | 6 эпизодов                           |
| 2024              | Эхо                                      | Исполнительный продюсер | 5 эпизодов                           |
| 2024              | Это всё Агата                            | Исполнительный продюсер | 9 эпизодов                           |
| 2024 — наст.время | Люди Икс ’97                             | Исполнительный продюсер | 10 эпизодов, продлён на 2 и 3 сезоны |
| 2025 — наст.время | Ваш дружелюбный сосед Человек-паук       | Исполнительный продюсер | 10 эпизодов, продлён на 2 и 3 сезоны |
| 2025 — наст.время | Сорвиголова: Рождённый заново            | Исполнительный продюсер | 9 эпизодов, продлён на 2 сезон       |
| 2025              | Железное сердце                          | Исполнительный продюсер | Постпродакшн, 6 серий                |
| 2025              | Очи Ваканды                              | Исполнительный продюсер | Производство, 4 серии                |
| 2025              | Зомби Marvel                             | Исполнительный продюсер | Производство, 4 серии                |
| 2025              | Чудо-человек                             | Исполнительный продюсер | Постпродакшн, 8 серий                |
| 2026              | Квест Вижна                              | Исполнительный продюсер | Съёмки                               |

### Короткометражные фильмы
| Год  | Название                                | Роль     |
| ---- | --------------------------------------- | -------- |
| 2011 | Консультант                             | Продюсер |
| 2011 | Забавный случай по дороге к молоту Тора | Продюсер |
| 2012 | Образец 47                              | Продюсер |
| 2013 | Агент Картер                            | Продюсер |
| 2014 | Да здравствует король                   | Продюсер |